# Дикий человек

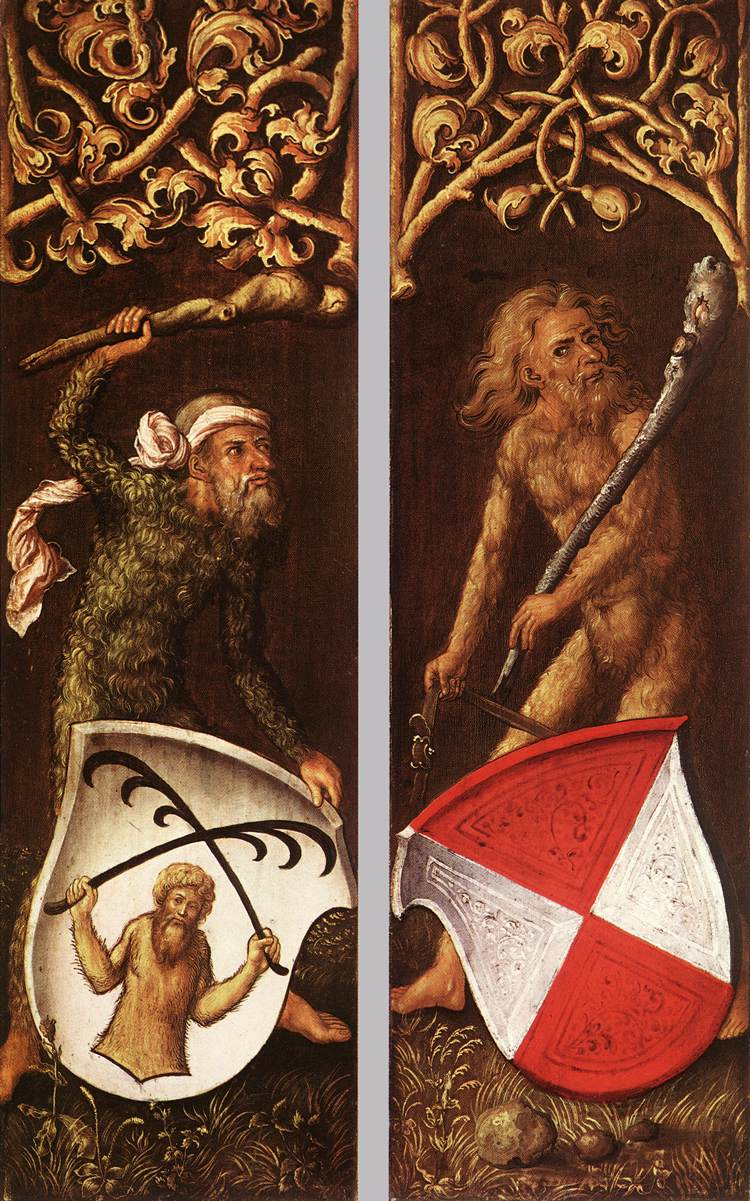
Дикие люди поддерживают гербы на портрете Альбрехта Дюрера, 1499 (Alte Pinakothek, Munich)

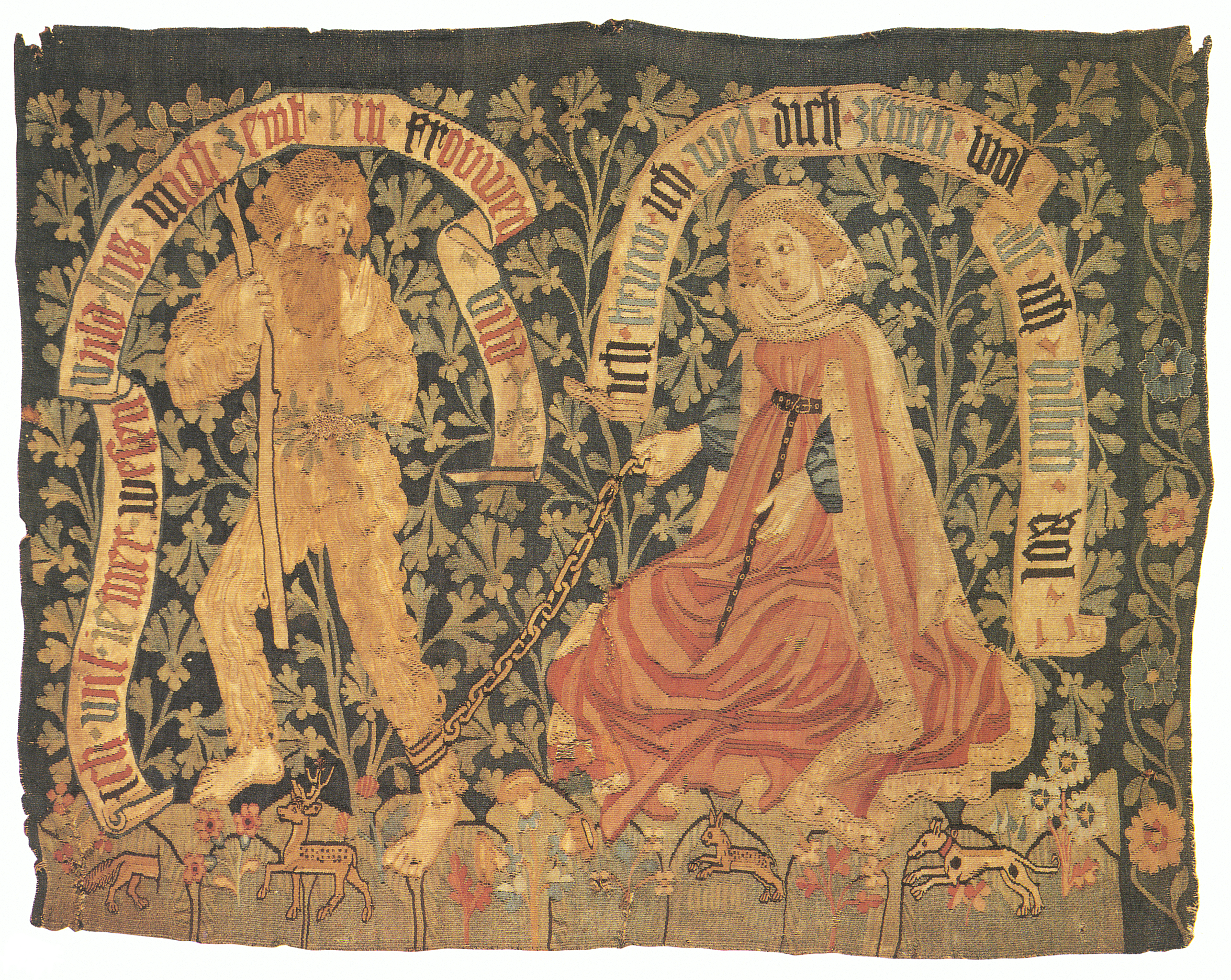
Добродетельная дама укрощает дикого человека. Гобелен конца XV века из Базеля

Дикий человек — мифическое существо, которое появляется в искусстве и литературе средневековой Европы. Изображался покрытым волосами или шерстью и зачастую вооружённым дубиною. Его образы использовались в гербах, в первую очередь в Германии. Ранние гравёры в Германии и Италии (например, Мартин Шонгауэр и Альбрехт Дюрер) весьма любили изображать диких мужчин, диких женщин и дикие семьи.

## Терминология
«Дикий человек» и производные от него являются общим термином для обозначения данного существа в большинстве европейских языков. В Англии он известен как wild man, в Германии — wilder Mann, в Италии — huomo selvatico, в России — дивий (дикий) человек, во Франции — homme sauvage. Существует также определённое число местных форм, включая древнеанглийское слово «вудеваса» (др.-англ. wudewasa) и среднеанглийские «водвос» (среднеангл. wodewose) или «вудхаус» (среднеангл. woodehouse). Эти английские термины предполагают связь с лесами и до сих пор сохраняются в современном английском языке, например, в имени писателя, сэра Пэлема Грэнвила Вудхауза. В древневерхненемецком языке имелись термины schrat, scrato или scrazo, которые появляются в глоссариях латинских слов как переводы для fauni, silvestres и pilosi, идентифицируя создания как волосатые лесные существа.
Некоторые из местных названий предлагают связи с героями из древней мифологии. Так, например, термин salvan или salvang, общий для Ломбардии и италоязычных частей Альп, происходит от латинского Silvanus, названия римского бога садов и сельской местности. Точно так же в фольклоре Тирольской и немецкоязычной Швейцарии в XX веке была дикая женщина, известная как Fange или Fanke; эти имена происходят от латинского слова «fauna», женский род фавна.
Средневековые немецкие источники дают в качестве имён для дикой женщины lamia и holzmoia (с некоторыми вариациями); первое из них отсылает к греческому дикому демону Ламии (др.-греч. Λάμια, лат. lamia), второе происходит от Майи (др.-греч. Μαῖα, лат. Maia), греко-римской земли и богини изобилия.
Различные языки и традиции включают в себя названия, имеющие сходства со словом «Оркус» (лат. Orcus), именем римского и италийского бога смерти. Много лет люди в Тироле называли дикого человека Orke, Lorke или Noerglein, в то время как в некоторых частях Италии он был orco или huorco. Французское слово «людоед» («ogre») имеет то же самое происхождение, что и современные литературные орки.

## История образа

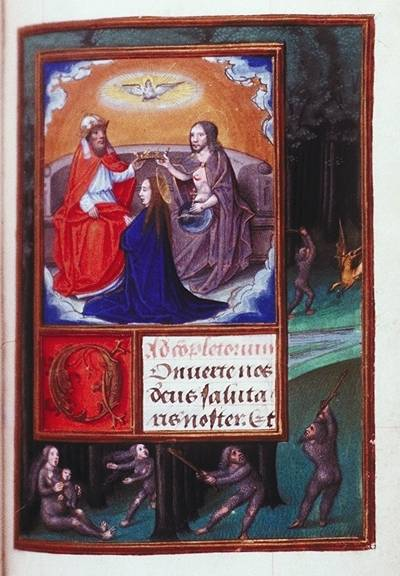
Дикие люди на полях Часовой книги конца XIV века

Образ дикого человека известен во всём обширном поле позднесредневекового светского искусства, «от гравюр и картин Альбрехта Дюрера и Питера Брейгеля до ларцов и гобеленов, которые средневековые кавалеры дарили своим дамам». Образ занимал заметное место в средневековой повседневной жизни благодаря изображениям на различных предметах, таких как печные изразцы, подсвечники, пиалы, вывески домов, дымоходы и выступающие балки каркасных домов. Эта фигура изображалась даже на религиозных зданиях, в том числе в виде горгулий на карнизах церквей, на страницах богослужебных книг, на полях иллюстрированных рукописей, на капителях, хорах, на купелях и на надгробных плитах.
В «Фаусте» Гёте:
Их зовут дикими лесными людьми,

Известными в горах Гарца,

В природной наготе и могуществе

Они приходят, все — гиганты,

У каждого в правой руке — ствол ели…
К концу XVII века этот образ почти исчезает из литературного и общественного обихода, но изображения диких людей сохранились в большом количестве.

## Особенности образа

Геральдическое изображение дикого человека

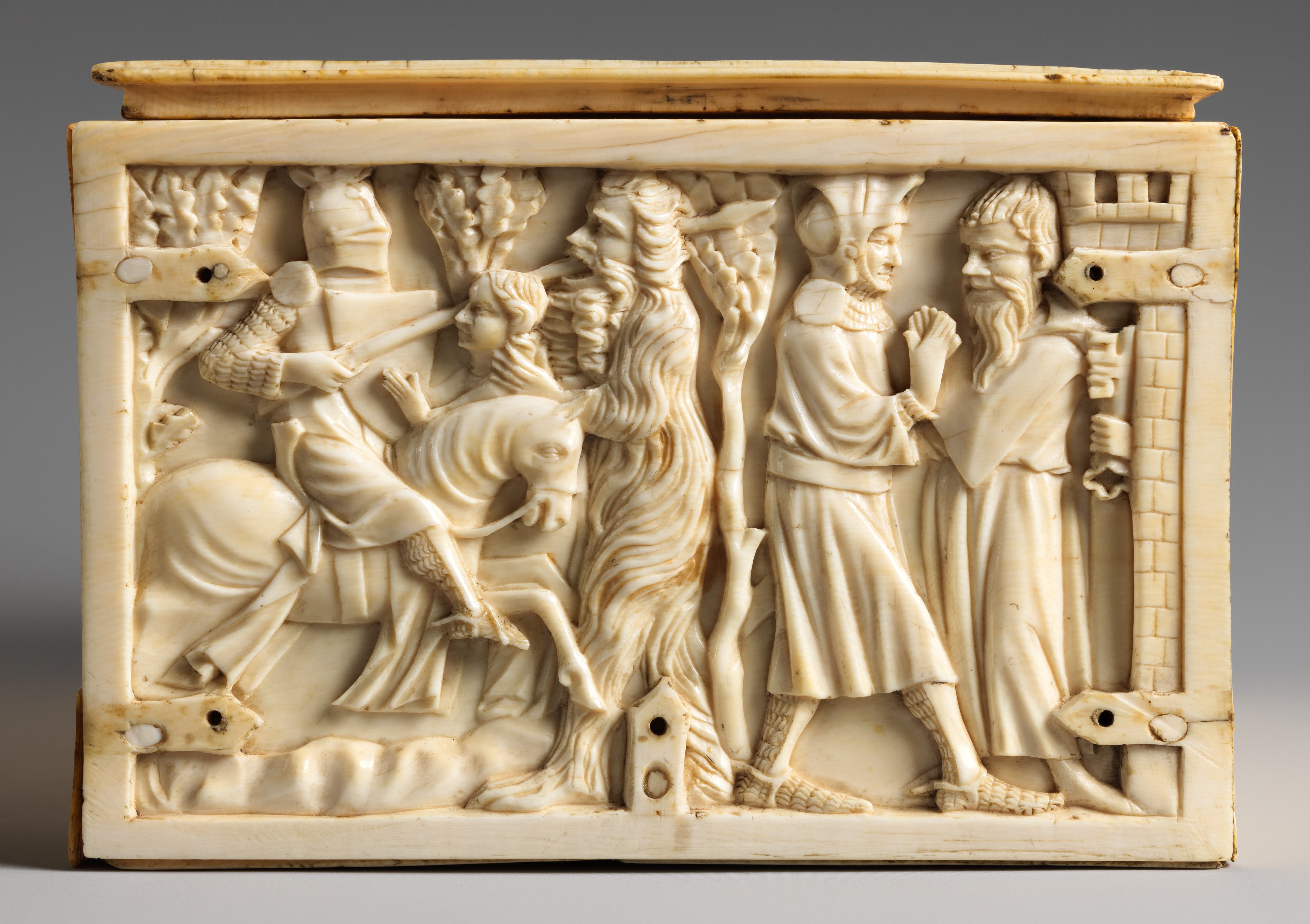
Рыцарь, спасающий женщину от дикого мужчины, сундук из слоновой кости, XIV век

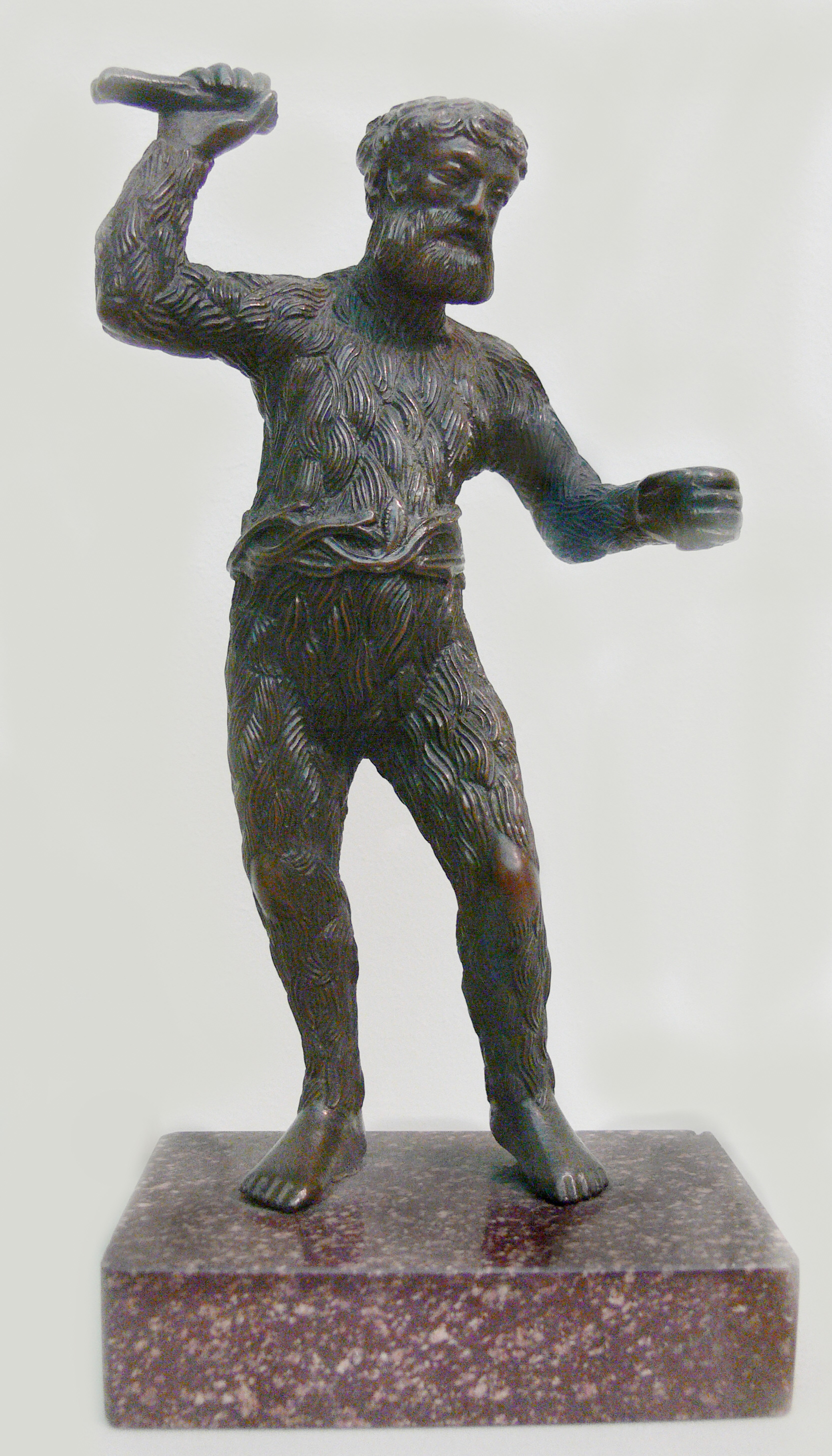
«Дикий человек», ок. 1521/22 г., бронза Паулюса Фишера

Как и подразумевает название, ключевая особенность дикого человека — его дикость. «Цивилизованные» жители расценивали диких людей как существ из дикой местности и противопоставляли цивилизации. Как отметила специалист Дороти Ямамото, «дикая местность», населяемая этим диким человеком, в действительности не указывает место полностью вне человеческой досягаемости, а скорее территории на краю цивилизации, место, населяемое охотниками, преступниками, религиозными отшельниками, пастухами.
Другие особенности развивались и преобразовывались в различных контекстах. С древних времён источники связали диких мужчин с волосатостью; к XII веку они почти неизменно описывались как имеющие целый волосяной покров, покрывающий всё их тело за исключением рук, ног, лица выше их длинных бород, а также грудей и подбородков женщин.

## В славянской мифологии
Дикие (дивьи) люди — персонажи славянской народной демонологии, мифические лесные существа. Названия восходят к двум родственным праславянским корням *dik- и *div-, сочетающим в себе значения «дикий» и «удивительный, странный, чужой».
У восточных славян упоминаются: саратовский дикарь, дикий, дикой, дикенький мужичок — леший; невысокий человек с большой бородой и хвостом; украинские лісові люди — поросшие волосами старики, дарящие серебро тем, кто подотрёт им нос; костромской дикий чёрт; вятский диконький нечистый дух, вызывающий паралич; украинский лихий див — болотный дух, насылающий лихорадку; украинскокарпатская діка баба — привлекательная женщина в сапогах-скороходах, обменивает детей и пьёт их кровь, соблазняет парней. Есть сходство между восточнославянскими сообщениями о диких людях и книжными легендами о дивиих людях (необычных народах из средневекового романа «Александрия») и мифическими представлениями о чудесных народах, например у русских Урала дивные люди невысоки, красивы, имеют приятный голос, обитают в пещерах в горах, могут предсказывать будущее; у белорусов Волковысского уезда дзикие людзи — живущие за морем одноглазые людоеды, также пьют баранью кровь; у белорусов Сокольского уезда заморский дзикий народ порос шерстью, у него длинный хвост и уши как у вола, не говорит, а только пищит.
Дивьи люди (лесные демоны) есть также у западных и южных славян.